# Зелений Колодязь (станція)
Зеле́ний Коло́дязь — вузлова проміжна станція 5-го класу Куп'янської дирекції Південної залізниці на перетині трьох ліній Безлюдівка — Зелений Колодязь, Зелений Колодязь — Коробочкине та Харків-Балашовський — Зелений Колодязь між зупинним пунктом 13 км і станцією Рогань (на захід) та станцією Мохнач (на схід).

## Історія
У 1895 році поблизу села Зелений Колодязь пройшла залізнична лінія Балашов — Харків і був побудований колійний пост. 
У 1971 році лінія була електрифікована. 
Назву станція отримала від однойменного села Зелений Колодязь Чугуївського району Харківської області, що розташований неподалік.

## Пасажирське сполучення
На станції Зелений Колодязь щоденно зупиняються приміські поїзди, що, курсують до станцій: Гракове, Старовірівка, Чугуїв, Харків-Левада, Харків-Пасажирський.